# Rezvanshahr
Rezvānshahr (farsi رضوان‌شهر) è il capoluogo dello shahrestān di Rezvanshahr, circoscrizione Centrale, nella provincia di Gilan. Aveva, nel 2006, una popolazione di 12.355 abitanti.